# Dorcel TV Canada

Logo de Vanessa (2010-2014)

Dorcel TV Canada (anciennement Vanessa) est une chaîne de télévision payante québécoise pour adultes appartenant à Sex-Shop Television (Vanessa Media) et lancée en français le 28 octobre 2010 et en anglais le 13 mars 2013. Première chaîne francophone de divertissement pour adultes sur le territoire canadien, elle a été créée par la productrice et animatrice de télévision Anne-Marie Losique.

## Histoire
Au début 2007, Sex-Shop Television a déposé une demande de licence auprès du Conseil de la radiodiffusion et des télécommunications canadiennes (CRTC) pour un service de télévision payante de catégorie 2 en langue française, qui a été refusée le 23 mars 2007 pour une formalité mineure, mais une nouvelle demande a été approuvée le 7 décembre 2007. Une demande pour une chaîne en langue anglaise a été approuvée le 6 mars 2009.
La chaîne francophone a été lancée le 28 octobre 2010.
En mai 2012, Sex-Shop Television a déposé une demande auprès du CRTC afin de transformer Vanessa en chaîne bilingue, où les émissions en version sonore française seront sous-titrées en anglais et vice-versa. Cette demande a été approuvée le 9 octobre 2012.
Il a été annoncé à la fin novembre 2012 que Vanessa deviendra bilingue à partir du 1er mars 2013. La chaîne anglophone a été lancée le 13 mars 2013
Le 6 février 2014, la version HD en français a été lancée aux abonnés de Vidéotron.
Le 29 septembre 2014, la chaîne annonce son changement de nom pour VividTV dès le 28 octobre à la suite d'une fusion avec le studio américain Vivid.
Le 1er septembre 2018, les deux chaînes francophones et anglophones changent de nom pour Dorcel TV Canada.

## Ancienne programmation
- La chaîne proposait de la programmation érotique le jour et explicite la nuit.
- À son lancement, la chaîne a diffusé les matchs de la Lingerie Football League saison 2010, commentés en français par l'humoriste Maxim Martin[9].

### Programmation de jour de Vanessa (selon le site Web officiel)
- 100 % Brut
- 5505, place du fétichisme
- Amatrice débutante
- American Dream
- Au lit avec Anne-Marie
- Babe de jour
- Babylicieuse
- British Invasion
- Doc en Stock
- Exposed
- Flashy Babes
- French Immersion
- Happy Ending
- Hegre-Art
- Joujou(X)
- Musix
- Nude Fight Club
- Remix
- Sexstar
- Sexe et Hypnose
- Territoires Intimes
- Tes voisins font de la porno
- UNCUT
- The Art of Blowjob
- X-Web

### Programmation de nuit de Vanessa
- Amatrice Débutante
- American Dream
- Babes de nuit
- Bombe du moment
- British Invasion
- Erotik
- Flashy Babes
- French Immersion
- Gonzoland
- Happy Ending USA
- Nouveauté X
- Pornografia
- Pornoland
- Reality Junkies
- RemiXXX
- X-web